# ۱۰۰۵ (خورشیدی)
۱۰۰۵ هزار و پنجمین سال هجری خورشیدی است.

## مناسبت‌ها
همه‌گیری آنفولانزای 1626 میلادی در آسیا شروع شد، سپس به اروپا، آفریقا، آمریکای شمالی، و آمریکای جنوبی گسترش یافت.